# Институт вин Дору и Порту
Институт вин Дору и Порту (порт. Instituto dos Vinhos do Douro e Porto, IVDP), также Институт портвейна — государственное межпрофессиональное научное учреждение Португалии, ответственное за исследования, регламентирование и контроль производства вин в долине реки Дору, в частности портвейна.

## История
Институт под названием «Институт вин Порто» (порт. Instituto do Vinho do Porto, IVP, в русскоязычных источниках более распространен перевод «Институт портвейна») был основан в 1933 году как организация, содействующая поиску компромиссов между гильдиями виноградарей «Объединённая федерация фермеров региона Доуро» (порт. Casa do Douro) и виноторговцев «Гильдия поставщиков портвейна» (порт. Grémio dos Exportadores do Vinho do Porto).
В 2003 году IVP объединился с «Межпрофессиональной комиссией региона Дору» (порт. Comissão Interprofissional da Região Demarcada do Douro, CIRDD), представлявшей интересы производителей столовых вин, и с тех пор носит современное название.

## Миссия
Институт подчинен правительству Португалии и уполномочен Министерством финансов и Министерством сельского хозяйства в различных областях, в том числе в продвижении и информационной поддержке регионального виноделия, туризма и международной торговли.
Задачи института:
- Разработка стратегий производства и торговли для вин из долины Дору;
- Надзор за производством и торговлей винами из долины Дору, контроль и подтверждение качества;
- Контроль происхождения;
- Квотирование объёмов производства на основе анализа предыдущих лет и складских запасов;
- Содействие внедрению лучших агротехнических и винодельческих технологий;
- Маркетинг, образование и популяризация.

## Номерная марка

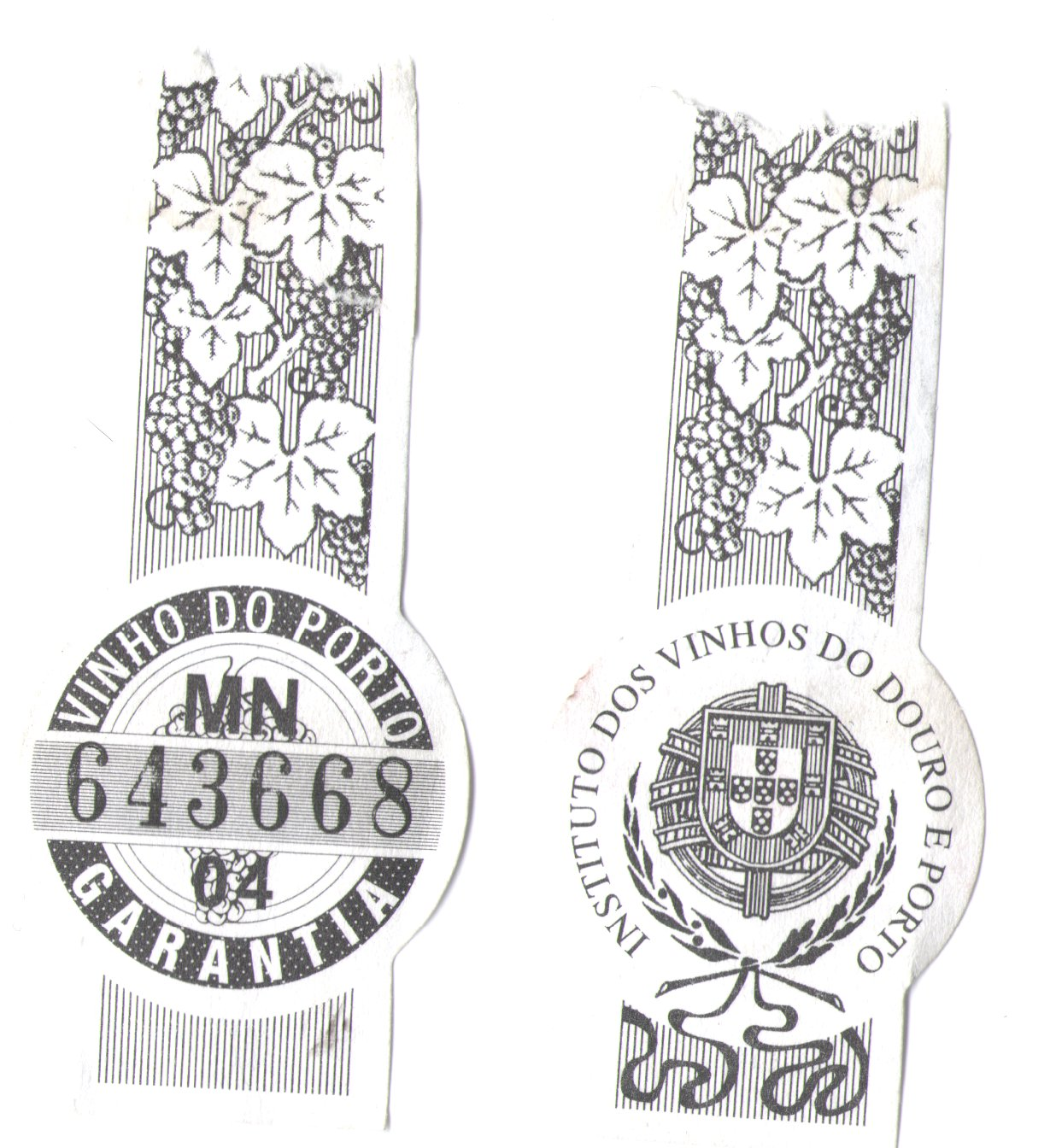
Номерная марка

На горлышке каждой бутылки настоящего портвейна (то есть произведенного в Португалии в соответствии с правилами IVDP из винограда, выращенного в долине реки Дору) под термоусадочным колпачком должна быть т. н. пронумерованная бандероль («гарантийная печать», порт. Selo de Garantia) — официальная номерная марка с логотипом института и специальным кодом. Это гарантирует подлинность происхождения портвейна, но не качество как таковое (за это отвечает производитель). По коду можно определить производителя и год бутилирования, но не тип или год урожая.

## Офисы
Главный офис института расположен в городе Пезу-да-Регуа непосредственно в винодельческом регионе Дору.
В городе Порту, где в районе Вила-Нова-ди-Гая на протяжении веков располагались винные подвалы и конторы виноторговцев, имеется филиал (4050-253 Porto, Rua Ferreira Borges 27).
Есть также представительство и дегустационный зал в Лиссабоне (1250-237 Lisboa, Rua de S. Pedro de Alcântara 45), в старинном здании дворца Людовиче.